# Campeonato Nacional de Albania 1958
El Campeonato Nacional de Albania de 1958 (en albanés, Kampionati Kombëtar Shqiptar 1958) fue la 21a. edición del Campeonato Nacional de Albania.

## Resumen
Fue disputado por 8 equipos y Partizani ganó el campeonato.

## Clasificación
|               | Pos. | Equipo            | PJ | PG | PE | PP | GF | GC | Dif. | Pts. |
| ------------- | ---- | ----------------- | -- | -- | -- | -- | -- | -- | ---- | ---- |
|               | 1    | Partizani         | 14 | 7  | 5  | 2  | 27 | 12 | +15  | 19   |
|               | 2    | Besa              | 14 | 7  | 4  | 3  | 17 | 14 | +3   | 18   |
|               | 3    | 17 Nentori        | 14 | 4  | 9  | 1  | 15 | 9  | +6   | 17   |
|               | 4    | Dinamo Tirana     | 14 | 6  | 4  | 4  | 28 | 18 | +10  | 16   |
|               | 5    | Skënderbeu        | 14 | 3  | 6  | 5  | 9  | 16 | -7   | 12   |
|               | 6    | Vllaznia          | 14 | 3  | 5  | 6  | 14 | 22 | -8   | 11   |
|               | 7    | Flamurtari        | 14 | 3  | 4  | 7  | 11 | 21 | -10  | 10   |
| Decrecimiento | 8    | Lokomotiva Durrës | 14 | 3  | 3  | 8  | 11 | 20 | -9   | 9    |